# La Chartre-sur-le-Loir
La Chartre-sur-le-Loir ist eine französische Gemeinde im Département Sarthe in der Region Pays de la Loire. Sie liegt zwischen den Städten Le Mans (47 Kilometer entfernt) und Tours (42 Kilometer). Die Gemeinde hat 1370 Einwohner (Stand 1. Januar 2022), die Chartrains und Chartraines genannt werden.
Haupterwerbszweige sind die Landwirtschaft und der Tourismus. La Chartre-sur-le-Loir liegt am Fluss Loir, etwa 50 Kilometer nördlich der Loire. An den Ufern des Flusses liegen unter anderen die Weinbaugebiete Jasnières und Coteaux du Loir.
La Chartre-sur-le-Loir ist seit 1973 die Partnergemeinde von Syke in Niedersachsen.

## Bevölkerungsentwicklung
| Jahr      | 1962 | 1968 | 1975 | 1982 | 1990 | 1999 | 2007 | 2018 |
| Einwohner | 1649 | 1800 | 1826 | 1741 | 1669 | 1547 | 1484 | 1403 |